# Фишер, Оскар
Оскар Фишер (нем. Oskar Fischer; 19 марта 1923, Аш, Чехословакия — 2 апреля 2020, Берлин, Германия) — немецкий политик, член СЕПГ. Министр иностранных дел ГДР в 1975—1990 годах.

## Биография
Оскар Фишер в 1937—1940 годах учился на портного, затем попал на фронт и в 1944—1946 годах находился в советском плену. По возвращении в Германию вступил в Социалистическую единую партию Германии и Союз свободной немецкой молодёжи и работал в окружном отделении ССНМ в Шпремберге. На выборах в бранденбургский ландтаг 1950 года был избран депутатом и возглавлял комитет по делам молодёжи, культуры и народного образования. В 1951—1952 годах работал секретарём ЦК ССНМ и секретарём Всемирной федерации демократической молодёжи, а с 1952 года состоял членом Всемирного совета молодёжи.
В 1955—1959 годах Оскар Фишер служил послом ГДР в Болгарии, затем руководил сектором в ЦК СЕПГ. В 1962—1965 годах Фишер обучался в Высшей партийной школе КПСС в Москве. Впоследствии Фишер занимал должности заместителя министра, статс-секретаря в министерстве иностранных дел ГДР. В 1975—1990 годах занимал пост министра иностранных дел ГДР, сменив на этой должности Отто Винцера. В 1971—1989 годах Фишер входил в состав ЦК СЕПГ и в 1976—1990 годах был членом Народной палаты ГДР.

## Публикации
- Die Hauptaufgaben der Leninschen Außenpolitik und ihre Verwirklichung durch das ZK der KPdSU, Berlin 1973
- Dringendste Aufgabe: Gefahr eines Nuklearkrieges bannen. Standpunkt der DDR auf UNO-Sondertagung. Grundsatzerklärung, Dresden 1982
- Die militärische Konfrontation in Europa verringern — die Beziehungen zwischen den Staaten politisch wieder berechenbar machen. Standpunkt der DDR auf der Stockholmer Konferenz. Grundsatzerklärung von Oskar Fischer über die DDR-Friedenspolitik, Dresden 1984
- Rede des Ministers für Auswärtige Angelegenheiten der Deutschen Demokratischen Republik, Oskar Fischer, vor der Plenartagung des Wiener KSZE-Folgetreffens, Berlin 1987